# Bitva o Násiríji
Bitva o Násiríji  byla bitva v iráckém městě Násiríja mezi americkou námořní pěchotou a iráckými vojsky, která se odehrála mezi 23. - 29. březnem 2003. Z pohledu spojeneckých vojsk šlo o jednu z nejkrvavějších bitev války v Iráku. Cílem bitvy bylo obsazení důležitých mostů přes řeku Eufrat a Saddámův kanál nacházejících se ve městě.
Tragické následky měla chyba v navigaci jednoho zásobovacího konvoje, který zabloudil a dostal se pod silnou nepřátelskou palbu. Padlo jedenáct vojáků a dalších šest padlo do zajetí (mezi nimi byla i svobodník Jessica Lynchová, specialista Shoshana Johnson a svobodník Lori Piestewa). Části vojáků z přepadeného konvoje se podařilo uniknout z oblasti bojů a zachránili je příslušníci speciálního uskupení Tarawa. Následovaly těžké boje na severu města, které si vyžádaly životy osmnácti vojáků, přičemž přinejmenším jeden padl v důsledku útoku vlastního letectva. Už v noci z 24. na 25. března se námořní pěchotě podařilo projít přes město a otevřít cestu na Bagdád, ale boje v městě pokračovaly až do 1. dubna.

## Příprava
Uskupení Tarawa se k Násiríji dostalo jen několik dní od začátku invaze, přičemž na levém křídle mělo 3. pěší divizi a na pravém 1. divizi námořní pěchoty. Cílem bylo dobýt tři mosty v oblasti Násiríje, ovšem most, který byl součástí dálnice č. 1 se podařilo dobýt ještě před samotným útokem na město.
Zbývající dva mosty se nacházely přímo ve městě. Tarawa měla oba mosty zajistit a vytvořit ve městě koridor přes který by prošel 1. pluk námořní pěchoty a pokračoval dále na sever. Město Násiríja bylo sídlem iráckého 3. sboru. Ten se skládal z 11. pěší, 51. mechanizované a 6. obrněné divize, přičemž jejich početní stavy byly zhruba na padesáti procentech.

## Přepad
Zásobovací konvoj sestával z osmnácti vozidel a jejich posádku tvořilo 31 vojáků 507. roty a tři členové z 3. praporu předsunuté podpory. O šesté hodině ráno konvoj omylem špatně zabočil na dálnici č. 7, čímž se dostal do města. Velitelem jednotky byl kapitán Troj King, který neměl dostatečný výcvik na velení v boji. Irácké jednotky v městě si konvoje ihned všimly a začaly se připravovat na přepad. Kapitán King si uvědomil omyl a rozhodl se vrátit, ale bylo už pozdě.
Zhruba o sedmé hodině se konvoj dostal pod těžkou palbu z lehkých zbraní, pancéřovek, minometů, ale i tanků. Jednotka ztratila jedenáct vojáků a dalších šest padlo do zajetí. 15 z 18 vozidel bylo zničeno. Muži schopni boje vytvořili kolem raněných obranný perimetr a odrážely výpady iráckých vojáků. O 7:30 se zbylým třem vozům podařilo navázat rádiový kontakt s rotou A 8. tankového praporu pod velením majora Billa Peeplese. Zakrátko posádka jednoho z jeho tanků navázala vizuální kontakt s vozidly. Peeples okamžitě vydal rozkaz svým posádkám, aby zachránili tolik lidí, kolik bude možné. V těžkých bojích tanky M1 Abrams, dělostřelectvo a bojové helikoptéry Cobra zničily několik iráckých jednotek o velikosti čety a několik nepřátelských vozidel i dělostřeleckých postavení.

## Alej přepadů
Alej přepadů (v anglické terminologii Ambush Alley) se stala místem vůbec nejkrvavějších bojů. 23. března rota C 1. praporu 2. pluku námořní pěchoty přišla v boji o Saddámův kanál celkem o osmnáct vojáků. Kromě nepřátelských útoků situaci zkomplikoval i útok letadla A-10 leteckých sil Národní gardy státu Pensylvánie na vozidla roty C, přičemž zahynul přinejmenším jeden voják. Důvodem bylo selhání komunikace, protože útok nařídil operátor z roty B, který nebyl v kontaktu s rotou C. Další ztráty zaznamenal 6. prapor ženijní podpory, jehož dva vojáci se utopili v Saddámově kanále.

## Průnik 1. pluku
Postup 1. pluku byl zpomalen kvůli nepřátelskému odporu. Průnik se podařil až večer 24. března 2. lehkému obrněnému průzkumnému praporu s rotou A na čele. Ta narazila na těžký odpor nepřítele, který byl umlčen až po těžkých bojích. Praporu se nakonec podařilo stanovit své pozice 15 km severně od města. Další problémy přinesla velká písečná bouře, která poskytla Iráčanům možnost přesunout část svých vojsk z města Kút. Ty následně zaútočily na námořní pěchotu ze všech směrů. Útok se podařilo odrazit jen díky silné palebné podpoře, ať už ze země nebo ze vzduchu. Po boji zůstalo na bojišti 200 - 300 těl iráckých vojáků, přičemž námořní pěchota neztratila žádného vojáka.

## Dohra
Po 27. březnu již irácká vojska nekladla žádný organizovaný odpor. Ve městě se nacházelo jen několik skupin polovojenských jednotek které byly snadno zlikvidovány. Ve stejný den se podařilo nalézt ztracený tank M1 Abrams, který spadl do řeky.